# ファイナルギア -重装戦姫-
『ファイナルギア -重装戦姫-』（ファイナルギア じゅうそうせんき、英語：Final Gear / 簡体字中文：重装战姬）は、中華人民共和国に本社を置く北京北客世界科技有限公司が開発し、Bilibiliより配信されていたスマートフォン用ゲームアプリ。
2019年7月18日に中国大陸にてサービスを開始、日本国内ではBilibiliの現地法人により2020年10月9日よりサービスを開始。また、2021年4月21日よりDMM GAMES版がサービス開始。
2024年3月5日をもってサービスを終了した。

## 概要
『アズールレーン』（日本版はYostarが運営）や『アークオーダー』などに続くBilibiliのオリジナルタイトルで、SF的な世界観を背景に三大陣営やその他の小勢力に分かれて群雄割拠するメカ少女たちの抗争を描く。いわゆる「日式遊戯」の1作だが、声優だけでなく製作発表の段階から開発国の中国に限らず日本や韓国からもイラストレーターを起用している。
また、主題歌『DAYBREAKERS』の歌唱には水樹奈々が起用されており、ゲーム内では本人をイメージしたオリジナルキャラクターも登場している。

## 楽曲
主題歌『DAYBREAKERS』
作詞 - 藤林聖子
作曲 - 光増ハジメ（FirstCall）
編曲 - 光増ハジメ、太田雅友、弦一徹
歌 - 水樹奈々